# Fracción unitaria
Una fracción unitaria es un número racional escrito en forma de fracción cuyo numerador es 1 y el denominador es un número entero positivo. Las fracciones unitarias son, por tanto, los inversos de los enteros positivos, {\displaystyle {\tfrac {1}{n}}}. Ejemplos: {\displaystyle {\tfrac {1}{1}},{\tfrac {1}{2}},{\tfrac {1}{3}},{\tfrac {1}{42}}}, etc.
Las sumas parciales {\displaystyle {\tfrac {1}{1}}+{\tfrac {1}{2}}+{\tfrac {1}{3}}+\dots +{\tfrac {1}{n}}} generan la serie armónica, y se va acercando a logaritmo natural ln(n) + γ a medida que n crece. Así que la suma de todas las fracciones unitarias es infinita.

## Aritmética
El producto de dos fracciones unitarias es otra fracción unitaria; las sumas y diferencias pueden serlo, pero en general no lo son. El cociente sólo es una fracción unitaria si el denominador es un "múltiplo" del numerador (el caso trivial es cuando la fracción denominador es {\displaystyle {\tfrac {1}{1}}}).
- Multiplicación: {\displaystyle {\frac {1}{m}}\cdot {\frac {1}{n}}={\frac {1}{mn}}}
  - {\displaystyle {\tfrac {1}{2}}\cdot {\tfrac {1}{5}}={\tfrac {1}{10}}}
  - {\displaystyle {\tfrac {1}{3}}\cdot {\tfrac {1}{6}}={\tfrac {1}{18}}}
- Suma: {\displaystyle {\frac {1}{m}}+{\frac {1}{n}}={\frac {n+m}{mn}}}
  - {\displaystyle {\tfrac {1}{2}}+{\tfrac {1}{5}}={\tfrac {7}{10}}}
  - {\displaystyle {\tfrac {1}{3}}+{\tfrac {1}{6}}={\tfrac {1}{2}}}
- Resta: {\displaystyle {\frac {1}{m}}-{\frac {1}{n}}={\frac {n-m}{mn}}}
  - {\displaystyle {\tfrac {1}{2}}-{\tfrac {1}{5}}={\tfrac {3}{10}}}
  - {\displaystyle {\tfrac {1}{3}}-{\tfrac {1}{6}}={\tfrac {1}{6}}}

## Series
La suma de fracciones unitarias corresponde a la suma de n términos que son fracciones unitarias. Como ejemplos están:
La serie armónica: {\displaystyle {\frac {1}{1}}+{\frac {1}{2}}+{\frac {1}{3}}+\cdots }
La serie geométrica: {\displaystyle {\frac {1}{2}}\,+\,{\frac {1}{4}}\,+\,{\frac {1}{8}}\,+\,{\frac {1}{16}}\,+\,\cdots }
La parte fraccionaria de un número racional positivo se puede escribir como suma de fracciones unitarias distintas. El resultado es una fracción egipcia, pero la expresión no es única. Por ejemplo, {\displaystyle 0,8={\tfrac {1}{2}}+{\tfrac {1}{4}}+{\tfrac {1}{20}}={\tfrac {1}{3}}+{\tfrac {1}{5}}+{\tfrac {1}{6}}+{\tfrac {1}{10}}}.